# Magee, Mississippi
Magee là một thành phố thuộc quận Simpson, tiểu bang Mississippi, Hoa Kỳ. Năm 2010, dân số của thành phố này là 4 408 người.

## Dân số
- Dân số năm 2000: 4 197 người.
- Dân số năm 2010: 4 408 người.